# Haakon Jensen Kaulum

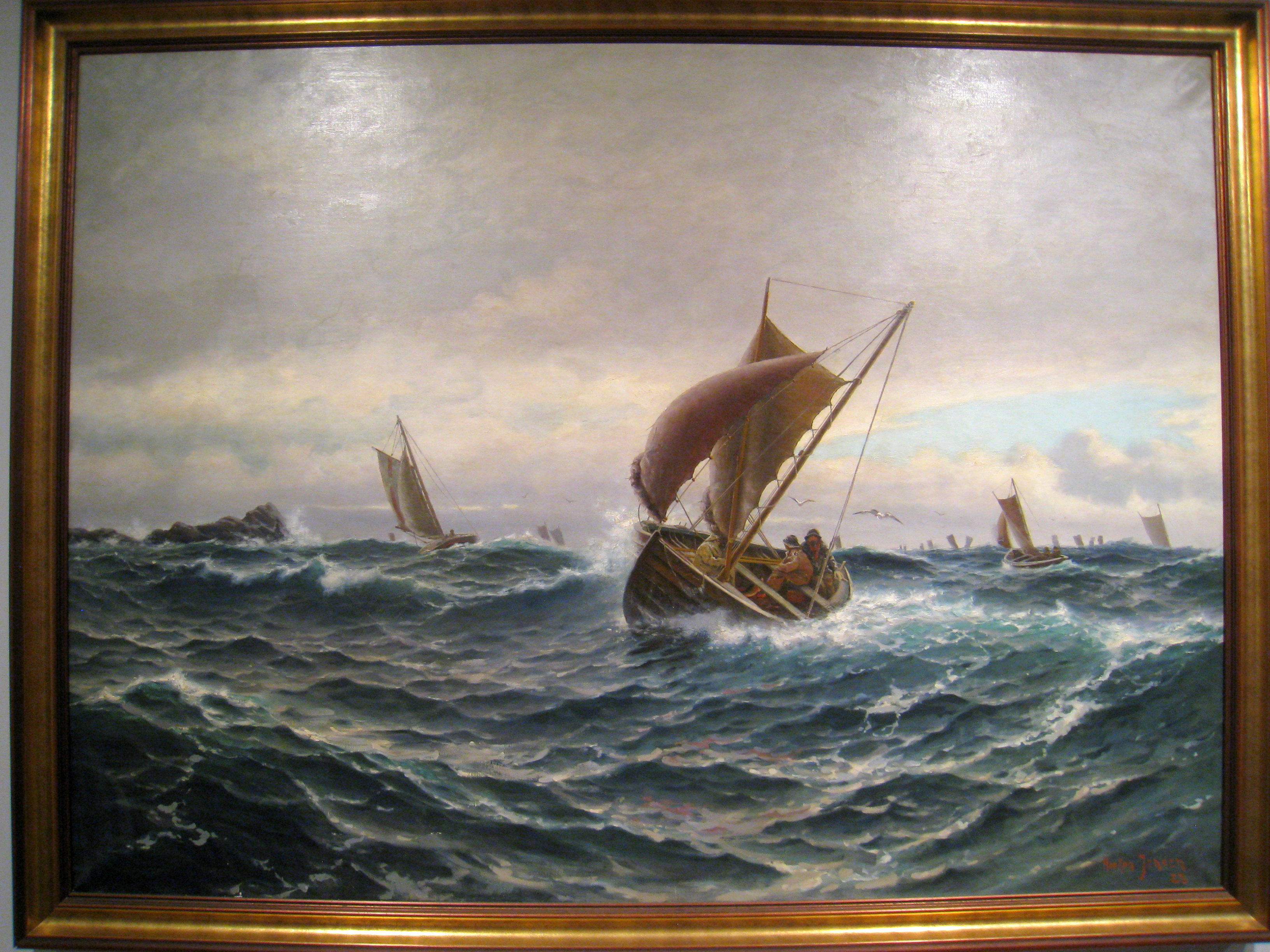
Fiskare vid Kvitsöy.

Haakon Jensen Kaulum, född den 12 juni 1863 i Bergen, död  den 18 juni 1933 i Oslo, var en norsk landskaps- och marinmålare.

## Biografi
Kaulum växte upp i Bergen men flyttade omkring 1880 till Kvitsöy i Rogaland. Hans far var fyrvaktare. Efter utbildningen 1878-82 vid den kongelige tegneskole i Oslo och 1883-85 vid Konstakademin i Berlin målade han mest kust- och marinmotiv. Under 1890-talet övergick han till att måla storformatiga fjällbilder som gav honom mer popularitet. 